# إغنيس غيرغلي
إغنيس غيرغلي (بالمجرية: Gergely Ágnes)‏ هي صحفية ومترجمة وكاتِبة وشاعرة مجرية، ولدت في 5 أكتوبر 1933 في Endrőd ‏ في المجر.

## وصلات خارجية
- إغنيس غيرغلي على موقع IMDb (الإنجليزية)